# Altes Rathaus (München)
Altes Rathaus (tysk for Gamle rådhus) er et tidligere rådhus, der ligger i München i Bayern, Tyskland. I 1874 flyttede byens administration over i Neues Rathaus på Marienplatz. I dag bruges bygningen til repræsentationslokaler for byrådet.
Bygningen kan dokumenteres tilbage til 1310. Det blev seneres ombygget til sengotisk stil i 1470-1480 af Jörg von Halsbach.